# Danh sách kế vị ngai vàng Vương thất Liên hiệp Anh

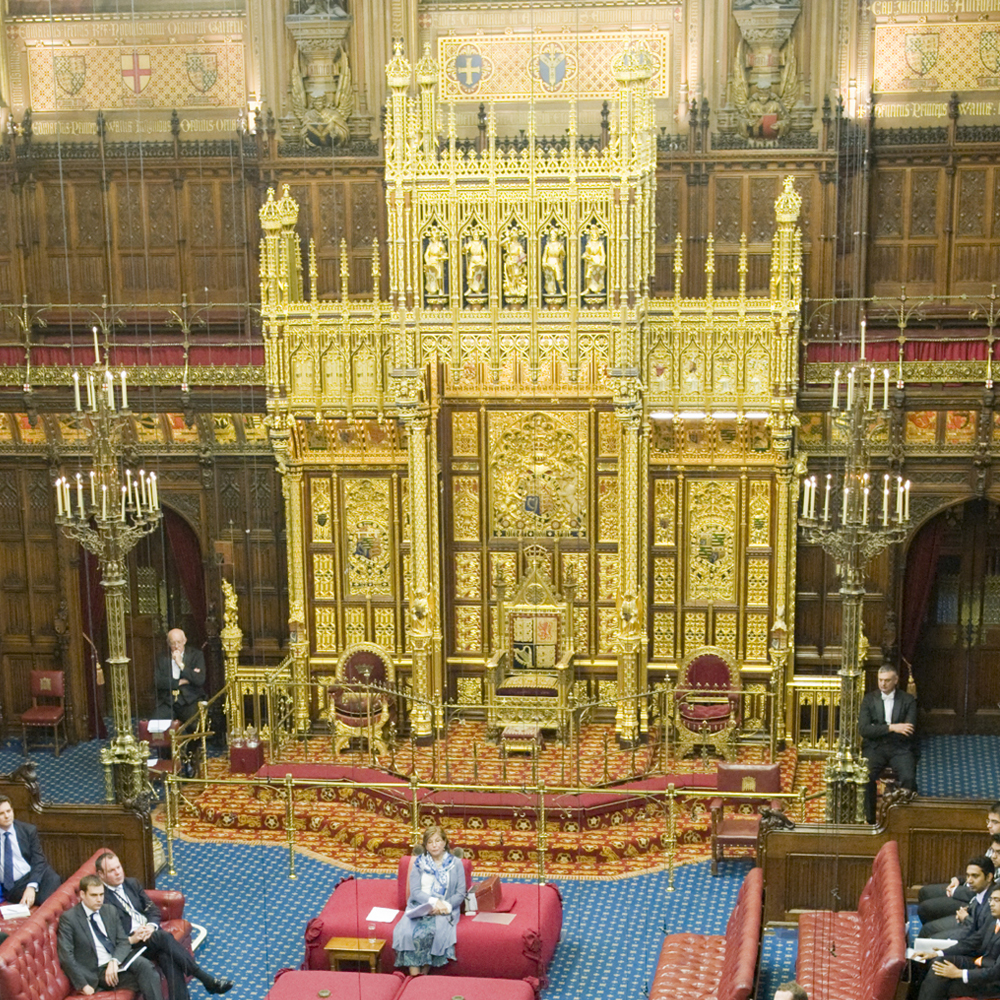
Ngai vàng trong Thượng Nghị viện Vương quốc Liên hiệp Anh và Bắc Ireland

Quốc vương hiện tại của Vương quốc Liên hiệp Anh và Bắc Ireland là Charles Đệ tam. Dưới đây là Danh sách kế vị ngai vàng của Vương thất Anh.
- George V (1865–1936)
  -  Edward VIII (1894–1972)
  -  George VI (1895–1952)
    -  Elizabeth II (1926–2022)
      -  Charles III (s. 1948) B D W
        - (1) William, Thân vương xứ Wales (s. 1982) B D W
          - (2) Vương tôn George xứ Wales (s. 2013) B D W
          - (3) Vương tôn nữ Charlotte xứ Wales (s. 2015) B D W
          - (4) Vương tôn Louis xứ Wales (s. 2018) B D

        - (5) Vương tử Harry, Công tước xứ Sussex (s. 1984) B D W
          -  (6) Vương tôn Archie xứ Sussex (s. 2019) B D
          -  (7) Vương tôn nữ Lilibet xứ Sussex (s. 2021) B D

      - (8) Vương tử Andrew, Công tước xứ York (s. 1960) B D W
        - (9) Vương tôn nữ Beatrice xứ York (s. 1988) B D W
          - (10) Sienna Mapelli Mozzi (s. 2021) B D
          - (11) Athena Mapelli Mozzi (s. 2025) B D

        - (12) Vương tôn nữ Eugenie xứ York (s. 1990) B D W
          - (13) August Brooksbank (s. 2021) B D
          -  (14) Ernest Brooksbank (b. 2023) D

      - (15) Vương tử Edward, Công tước xứ Edinburgh (s. 1964) B D W
        - (16) James, Bá tước xứ Wessex (s. 2007) B D W
        - (17) The Lady Louise Windsor (s. 2003) B D W

      - (18) Anne, Vương nữ Vương thất (s. 1950) 1952 B D W
        - (19) Peter Phillips (s. 1977) B D W
          - (20) Savannah Phillips (s. 2010) B D W
          - (21) Isla Phillips (s. 2012) B D W

        - (22) Zara Tindall (họ thời con gái: Phillips; s. 1981) B D W
          - (23) Mia Tindall (s. 2014) B D W
          - (24) Lena Tindall (s. 2018)B D
          - (25) Lucas Tindall (s. 2021) B D

    - Margaret của Liên hiệp Anh (1930–2002) 1952
      - (26) David Armstrong-Jones, Bá tước thứ 2 xứ Snowdon (s. 1961) D W
        - (27) Charles Armstrong-Jones, Tử tước Linley (s. 1999) D W
        - (28) Quý cô Margarita Armstrong-Jones (s. 2002) D W

      - (29) Phu nhân Sarah Chatto (họ cũ: Armstrong-Jones; s. 1964) D W
        - (30) Samuel Chatto (s. 1996) D W
        - (31) Arthur Chatto (s. 1999) D W

  - Vương tử Henry, Công tước xứ Gloucester (1900–1974) 1952
    - Vương tôn William xứ Gloucester (1941–1972) 1952
    - (32) Vương tôn Richard, Công tước xứ Gloucester (s. 1944) 1952 D W
      - (33) Alexander Windsor, Bá tước xứ Ulster (s. 1974) D W
        - (34) Xan Windsor, Lãnh chúa Culloden (s. 2007) D W
        - (35) Phu nhân Cosima Windsor (s. 2010) D W

      - (36) Phu nhân Davina Windsor (s. 1977) D W
        - (37) Senna Lewis (s. 2010) D W
        - (38) Tāne Lewis (s. 2012) D W

      - (39) Phu nhân Rose Gilman (họ cũ: Windsor; s. 1980) D W
        - (40) Lyla Gilman (s. 2010) D W
        - (41) Rufus Gilman (s. 2012) D W

  - Vương tử George, Công tước xứ Kent (1902–1942)
    - (42) Vương tôn Edward, Công tước xứ Kent (s. 1935) 1952 D W
      - (43) George Windsor, Bá tước xứ St Andrews (s. 1962) M D W
        - Edward Windsor, Lãnh chúa Downpatrick (s. 1988) X D W
        - Phu nhân Marina Windsor (s. 1992) X D W
        - (44) Phu nhân Amelia Windsor (s. 1995) D W

      - Lãnh chúa Nicholas Windsor (s. 1970) X D W
        - (45) Albert Windsor (s. 2007) X? D W [note 1]
        - (46) Leopold Windsor (s. 2009) X? D W[note 1]
        - (47) Louis Windsor (s. 2014) X? D W

      - (48) Phu nhân Helen Taylor (họ cũ: Windsor; s. 1964) D W
        - (49) Columbus Taylor (s. 1994) D W
        - (50) Cassius Taylor (s. 1996) D W
        - (51) Eloise Taylor (s. 2003) D W
        - (52) Estella Taylor (s. 2004) D W

    - (53) Vương tôn Michael xứ Kent (s. 1942) 1952 M W
      - (54) Lãnh chúa Frederick Windsor (s. 1979) W
        - (55) Maud Windsor (s. 2013) W
        - (56) Isabella Windsor (s. 2016)[4]

      - (57) Phu nhân Gabriella Kingston (họ cũ: Windsor; s. 1981) W

    - (58) Vương tôn nữ Alexandra, Phu nhân Danh dự Ogilvy (s. 1936) 1952 W
      - (59) James Ogilvy (s. 1964) W
        - (60) Alexander Ogilvy (s. 1996) W
        - (61) Flora Vesterberg (họ cũ: Ogilvy; s. 1994) W

      - (62) Marina Ogilvy (s. 1966) W
        - (63) Christian Mowatt (s. 1993) W
        - (64) Zenouska Mowatt (s. 1990) W